# Mistrzostwa Polski Juniorów w Curlingu 2010
Mistrzostwa Polski Juniorów w Curlingu 2010 składały się z dwóch etapów: eliminacji i finałów. Turniej eliminacyjny odbył się w marcu 2010 w Gliwicach, a finały w dniach 13–15 października w Cieszynie. Początkowo turniej finałowy miał odbyć się w kwietniu.
W fazie finałowej brały udział 4 drużyny wyłonione z eliminacji, które grały systemem kołowym. Do finału awansowały dwa najlepsze zespoły. Mistrzem Polski została drużyna, która wygrała dwukrotnie z przeciwnikiem z finału (wliczając w to mecz z Round Robin). Złoci medaliści będą reprezentować Polskę na Europejskim Challenge'u Juniorów 2011 w Pradze.
Rywalizację juniorek wygrał zespół AZS Gliwice Kamikaze (Elżbieta Ran) a konkurencję juniorów MKS Axel Toruń (Bartosz Dzikowski).

## Finały

### Kobiety
| # | Drużyna                | Mecze | Mecze | Kamienie | Kamienie |
| # | Drużyna                | W     | P     | W        | P        |
| - | ---------------------- | ----- | ----- | -------- | -------- |
| 1 | AZS Gliwice "Kamikaze" | 4     | 0     | 36       | 12       |
| 2 | RKC X-Treme Ruda Śl.   | 2     | 3     | 29       | 25       |
| 3 | AZS Łódź               | 2     | 3     | 22       | 33       |
| 4 | CCC "Świry"            | 2     | 4     | 24       | 41       |

#### Finał
| 15 października 201010:00 | AZS Gliwice "Kamikaze" | 7:6 | RKC X-Treme Ruda Śl. |  |
| 15 października 201010:00 |                        | 7:6 |                      |  |

#### Mały finał
| 15 października 201010:00 | CCC "Świry" | 4:9 | AZS Łódź |  |
| 15 października 201010:00 |             | 4:9 |          |  |

#### Tie-breaker
| 14 października 201019:00 | AZS Łódź | 3:5 | CCC "Świry" |  |
| 14 października 201019:00 |          | 3:5 |             |  |

| 15 października 2010 | RKC X-Treme Ruda Śl. | 5:0 | CCC "Świry" |  |
| 15 października 2010 |                      | 5:0 |             |  |

#### Round Robin
| # | Drużyna                | Mecze | Mecze | Kamienie | Kamienie |
| # | Drużyna                | W     | P     | W        | P        |
| - | ---------------------- | ----- | ----- | -------- | -------- |
| 1 | AZS Gliwice "Kamikaze" | 3     | 0     | 29       | 6        |
| 2 | AZS Łódź               | 1     | 2     | 10       | 24       |
|   | CCC "Świry"            | 1     | 2     | 15       | 24       |
|   | RKC X-Treme Ruda Śl.   | 1     | 2     | 18       | 18       |

##### Sesja 1.
| 13 października 201019:00 | RKC X-Treme | 11:3 | AZS Łódź |  |
| 13 października 201019:00 |             | 11:3 |          |  |

|  | AZS Gliwice "Kamikaze" | 12:4 | CCC "Świry" |  |
|  |                        | 12:4 |             |  |

##### Sesja 2.
| 14 października 201010:00 | RKC X-Treme | 6:7 | CCC "Świry" |  |
| 14 października 201010:00 |             | 6:7 |             |  |

|  | AZS Gliwice "Kamikaze" | 9:1 | AZS Łódź |  |
|  |                        | 9:1 |          |  |

##### Sesja 3.
| 14 października 201015:00 | RKC X-Treme | 1:8 | AZS Gliwice "Kamikaze" |  |
| 14 października 201015:00 |             | 1:8 |                        |  |

|  | CCC "Świry" | 4:6 | AZS Łódź |  |
|  |             | 4:6 |          |  |

### Mężczyźni

#### Klasyfikacja końcowa
| # | Drużyna        | Mecze | Mecze | Kamienie | Kamienie |
| # | Drużyna        | W     | P     | W        | P        |
| - | -------------- | ----- | ----- | -------- | -------- |
| 1 | MKS Axel Toruń | 4     | 0     | 30       | 11       |
| 2 | AZS Gliwice    | 2     | 2     | 27       | 19       |
| 3 | AZS Łódź       | 2     | 2     | 20       | 20       |
| 4 | CCC "Łosie^2"  | 0     | 3     | 10       | 27       |

##### Finał
| 15 października 201010:00 | MKS Axel Toruń | 10:5 | AZS Gliwice |  |
| 15 października 201010:00 |                | 10:5 |             |  |

##### Mały finał
| 15 października 201010:00 | AZS Łódź | 5:4 | CCC "Łosie^2" |  |
| 15 października 201010:00 |          | 5:4 |               |  |

#### Round Robin
| # | Drużyna        | Mecze | Mecze | Kamienie | Kamienie |
| # | Drużyna        | W     | P     | W        | P        |
| - | -------------- | ----- | ----- | -------- | -------- |
| 1 | MKS Axel Toruń | 3     | 0     | 20       | 6        |
| 2 | AZS Gliwice    | 2     | 1     | 22       | 9        |
| 3 | AZS Łódź       | 1     | 2     | 15       | 16       |
| 4 | CCC "Łosie^2"  | 0     | 2     | 6        | 22       |

##### Sesja 1.
| 13 października 201019:00 | AZS Gliwice | 11:1 | CCC "Łosie^2" |  |
| 13 października 201019:00 |             | 11:1 |               |  |

|  | Axel Toruń | 4:2 | AZS Łódź |  |
|  |            | 4:2 |          |  |

##### Sesja 2.
| 14 października 201010:00 | AZS Gliwice | 8:4 | AZS Łódź |  |
| 14 października 201010:00 |             | 8:4 |          |  |

|  | Axel Toruń | 12:1 | CCC "Łosie^2" |  |
|  |            | 12:1 |               |  |

##### Sesja 3.
| 14 października 201015:00 | AZS Gliwice | 3:4 | Axel Toruń |  |
| 14 października 201015:00 |             | 3:4 |            |  |

|  | AZS Łódź | 9:4 | CCC "Łosie^2" |  |
|  |          | 9:4 |               |  |